# Lateranischer Obelisk

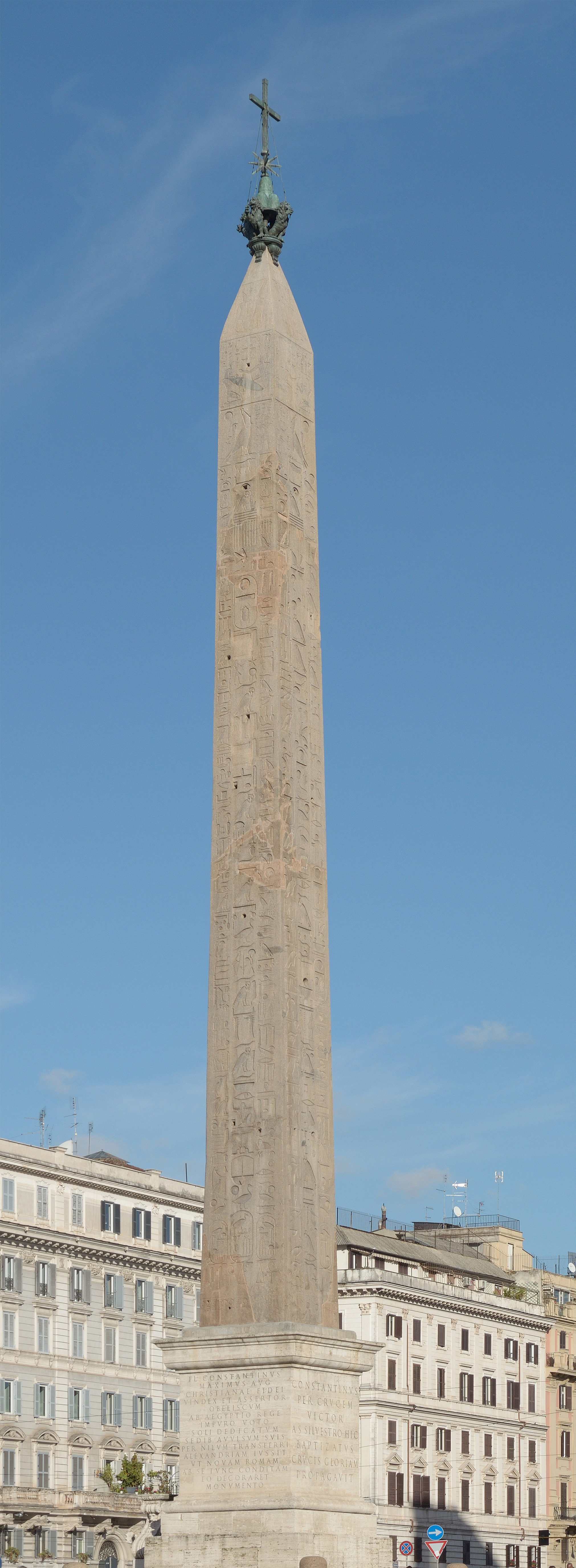
Obelisk auf dem Lateransplatz

Der Lateranische Obelisk ist ein ägyptischer Obelisk in Rom. Er ist 32,18 Meter hoch und steht heute auf der Piazza San Giovanni in Laterano vor der Lateranbasilika. Er ist der größte aller Obelisken in Rom.

## Beschreibung
Ursprünglich für Thutmosis III. (Pharao 1479–1425 v. Chr.) geschaffen und östlich vom Tempel des Amun in Theben aufgestellt, wurde er 337 von Konstantin I. von Karnak nach Alexandria gebracht. Das ursprüngliche Ziel des Obelisken war nicht Rom, sondern Konstantinopel, das Konstantin 330 zur neuen Hauptstadt des römischen Reiches gemacht hatte. Der Kaiser starb aber 337, und der Stein blieb zunächst in Alexandria liegen. Auf dem Sockel ist zu lesen, dass Konstantins Sohn, Kaiser Constantius II., den Obelisken nach Rom überführen und 357 im Circus Maximus als Geschenk an den Senat und das römische Volk aufstellen ließ. Über die Überführung dieses größten römischen Obelisken berichtet Ammianus Marcellinus, dass ein Schiff von imposanter Größe gebaut wurde, das mit dreihundert Ruderern bemannt war. Durch die Porta Ostiensis wurde das Monument in die Stadt geschafft.
Nach einem Erdbeben stürzte der Obelisk später um, zerbrach in mehrere Stücke, wurde liegen gelassen und vergessen. Erst 1587 wurde er im Auftrag von Papst Sixtus V. ausgegraben und 1588 von Domenico Fontana, der seine Signatur hinterließ, an seinen heutigen Standort gebracht und restauriert. Auf der Spitze wurde das Kreuz als Symbol der christlichen Macht befestigt. Von der Basis mussten bei der Dritt-Aufstellung vier palmi à rund 25 cm abgeschlagen werden, um eine sichere Standfläche zu erhalten. Der Obelisk war ursprünglich 33,10 Meter hoch und etwa 500 Tonnen schwer. 

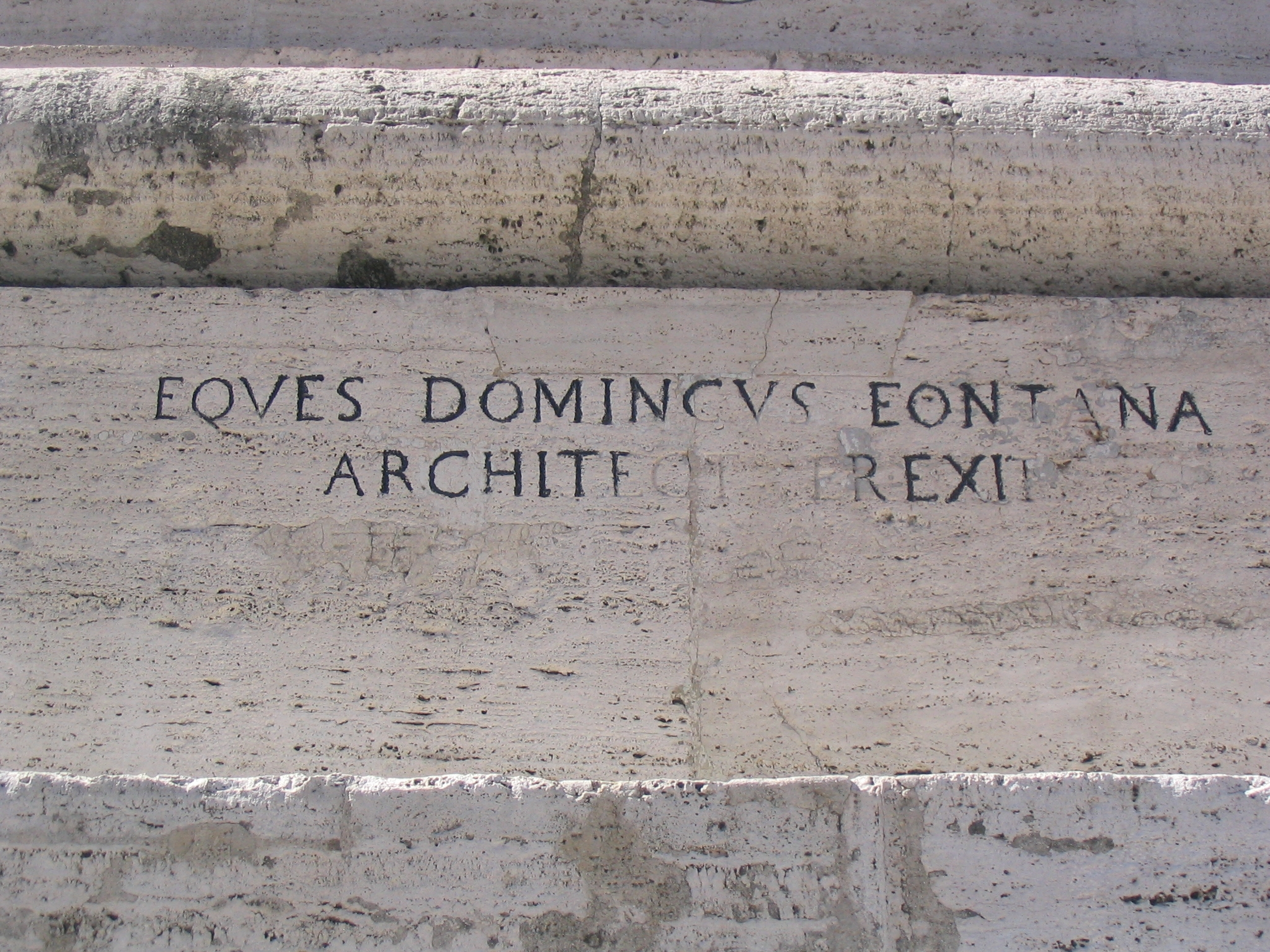
Signatur Fontanas auf dem Lateran-Obelisken
Spitze des Obelisken beim Lateran